# يلينا أرجاكوفا
يلينا فلاديميروفنا أرچاكوفا (بالروسية: Елена Владимировна Аржакова) هي عداءة مسافات متوسطة روسية ولدت في يوم 8 سبتمبر 1989، إختصت إيلينا بسباقات 800 و1500 متر، في سنة 2011 أُكتشف تناولها لمواد منشطة مما أدى لحظرها عن المشاركة في بطولة أوروبا لألعاب القوى 2012 في هلسنكي، أبرز إنجازاتها هو فوزها بالميدالية الذهبية في بطولة أوروبا لألعاب القوى داخل الصالات 2011 في باريس في سباق 1500 متر.

## روابط خارجية
- إيلينا أرزاكوفا على موقع الاتحاد الدولي لألعاب القوى (الإنجليزية)
- إيلينا أرزاكوفا على موقع أوليمبيديا (الإنجليزية)